# منطقة شيتراكووت
شيتراكووت رمزها «CT» (بالإنجليزية: Chitrakoot)‏ ، هو تقسيم إداري لدولة الهند تتبع ولاية أتر برديش (بالإنجليزية: Uttar  Pradesh)‏ ، مركزها هو مدينة شيتراكووت (بالإنجليزية: Chitrakoot)‏ عدد سكانها حسب تعداد سنة 2001 هو 800,592 ، مساحتها 3,202 كم² وكثافة السكان 250 لكل كم² .